# Понсен, Этьен де

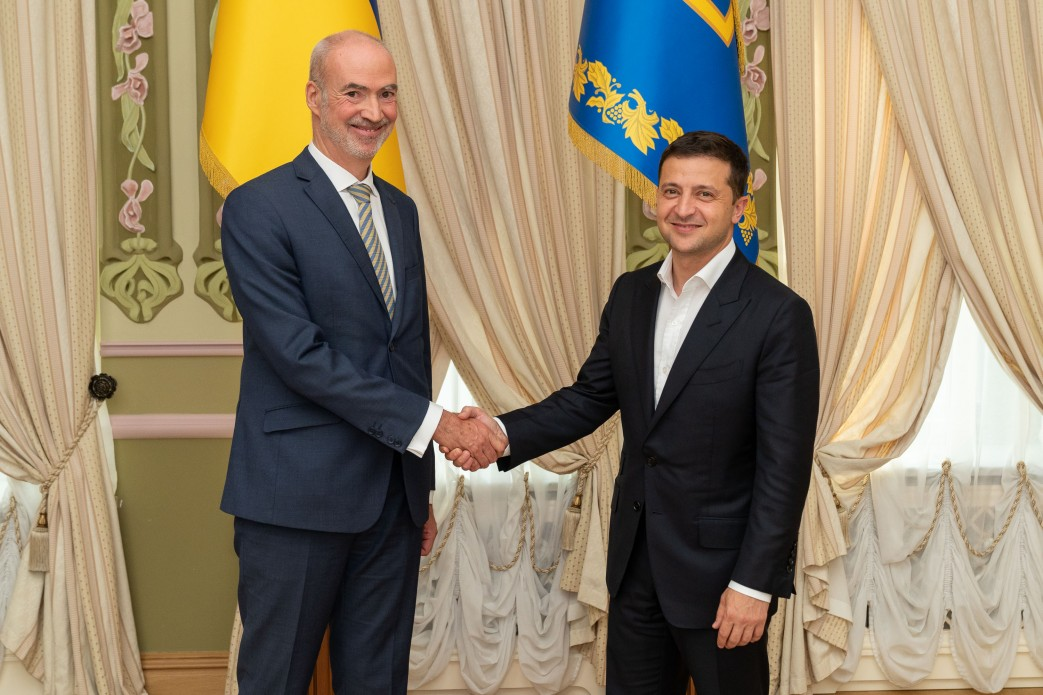
Этьен де Понсен, Чрезвычайный и Полномочный Посол Франции на Украине, с Президентом Украины Владимиром Зеленским во время вручения верительных грамот

Этьен де Понсен (фр. Etienne de Poncins; 6 марта 1964, Сюрен, О-де-Сен, Франция) — французский дипломат, Чрезвычайный и Полномочный Посол Франции в Болгарии (2007—2010), в Кении и Сомали (2010—2013), посол на Украине с 2019 года, в Польше — с 2023 года.

## Биография
В 1984 году окончил Институт политических исследований в Париже. В 1985 году — исторический факультет Парижского университета. В 1990 году окончил французскую Национальную школу администрации. Проходил стажировку в посольстве Франции в Румынии (февраль 1988—август 1988). Стажировался в компании Promodès (сентябрь 1988-январь 1989).
В 1990—1993 годах — руководитель дирекции Европейского сотрудничества Министерства иностранных дел Франции;
В 1993—1995 годах — технический советник в кабинете министра по вопросам европейских дел;
В 1995—1999 годах — советник в Постоянном представительстве Франции при Европейском Союзе;
В 1999—2002 годах — заместитель главы миссии в посольстве Франции в Варшаве (Польша).
С февраля 2002 по сентябрь 2003 года был членом Секретариата Европейской конвенции, единственный французский член Секретариата, непосредственно работал с президентом Валери Жискар д’Эстеном на протяжении всей Европейской конвенции. Несколько раз читал лекции по европейским делам в программе ENA и IEP в Париже.
С сентября 2003 по февраль 2005 года был спикером и пресс-секретарем постоянного представительства Франции в ЕС.
С марта 2005 по май 2005 год — заместитель министра по вопросам европейских дел Франции.
С мая 2005 по май 2007 года — заместитель Министра Европы и иностранных дел ФранцииК. Колонна.
С июня 2007 по октябрь 2010 года — Чрезвычайный и Полномочный Посол Франции в Болгарии;
С ноября 2010 по июль 2013 года — Чрезвычайный и Полномочный Посол Франции в Кении и Сомали с резиденцией в Найроби;
В 2013—2015 годах — глава миссии EUCAP SEAE, Европейская служба внешних дел;
С июля 2015 по август 2019 года — Инспектор по иностранным делам Министерства Европы и иностранных дел Франции;
С августа 2019 года — Чрезвычайный и Полномочный Посол Франции в Киеве (Украина). В 2023 году его сменил Гаэль Вейсьер.

## Награды
- Орден «За заслуги» II степени (4 сентября 2023 года, Украина) — за весомый личный вклад в укрепление межгосударственного сотрудничества, поддержку государственного суверенитета и территориальной целостности Украины, популяризацию Украинского государства в мире[4]